# Enseu
Enséu (en catalán y oficialmente Enseu) es un pequeño pueblo del municipio leridano de Bajo Pallars, en la comarca del Pallars Sobirá. Está situado en una ladera a 761 m de altitud, en el vertiente derecho del barranco homónimo, en su curso bajo. En 2013 tenía 4 habitantes.
La pista por la que se accede a la población, bien desde la de Baén, bien desde Gerri cruzando el puente medieval, al llegar a Enseu se convierte en su principal calle. En la parte central del núcleo, donde la calle se ensancha para formar una especie de plaza, se encuentra la iglesia románica de San Esteban. 

## San Esteban de Enséu
Iglesia románica de una sola nave rectangular, con ábside semicircular. Tiene campanario de espadaña de un solo ojo, pero sin campana. Tanto en el interior, totalmente enyesado, como en los muros exteriores, se pueden adivinar obras de diferentes modificaciones.
Podría considerarse esta iglesia como una obra del siglo XI, con una substitución de la cubierta y un engrosamiento de los muros, no más tardíos del siglo XII. Las demás pequeñas modificaciones son de época barroca.

## Enseu en el Madoz
Enseu aparece citado en el Diccionario geográfico-estadístico-histórico de España y sus posesiones de Ultramar, obra de Pascual Madoz. Por su gran interés documental e histórico, se transcribe a continuación dicho artículo sin abreviaturas y respetando la grafía original.

ENSEU: lugar con ayuntamiento en la provincia de Lérida (26 horas), partido judicial de Sort (4), audiencia territorial y capitania general de Cataluña (Barcelona 47), diócesis de Urgel y abadiato de Gerri: SITUADO á la derecha del torrente de su mismo nombre rodeado de elevadas montañas: le combaten los vientos de norte y este, y el CLIMA frio, es propenso á inflamaciones y apoplegias. Tiene 16 CASAS y una fuente para surtido de sus vecinos; concurren á la escuela de Gerri 5 niños; hay una sola ermita dedicada á San Esteban, en la cual se celebra misa en varios dias festivos por el cura  de la iglesia parroquial de Gerri. Confina el TÉRMINO norte Bahen; este Bresca; sur Gerri, y oeste Arcalis á ¼ y ½ de leguas de los tres primeros puntos y á 1 del último: se encuentran en él varias fuentes naturales de buena calidad; y corre por el pie del pueblo el torrente ó arroyo llamado de Enseu, que nace en las montañas de Mollet á 2 horas de distancia y bañando á derecha é izquierda los términos de este pueblo, Gerri y Bahen, desagua en el Noguera Pallaresa: el TERRENO es áspero y montuoso, y atraviesan por él los CAMINOS que conducen á Gerri y pueblos limítrofes en muy mal estado; recibiendo la CORRESPONDENCIA en el primer punto. PRODUCTOS: trigo, centeno, cebada, patatas, legumbres de todas clases, frutas de invierno y hortalizas; la mayor cosecha la del trigo, centeno y cebada; se cria ganado lanar, vacuno y mular, y hay caza abundante de perdices, liebres y conejos. INDUSTRIA: la recria del ganado que despues se vende en las ferias del pais, POBLACION: 6 vecinos 34 almas: CAPITAL IMPONIBLE: 11 132 reales CONTRIBUCION: el 14,28 por 100 de esta riqueza.